# Meerschweincheneinheit
Eine Meerschweincheneinheit (MSE) (englisch guinea-pig unit) bezeichnete in der älteren Humanmedizin die im Rahmen einer Phytotherapie höchstzulässige Dosis an Herzglykosid.
Die MSE wurde dadurch ermittelt, dass in einem Approximationsverfahren einer Vielzahl von gesunden Meerschweinchen sukzessive eine jeweils leicht erhöhte Einzeldosis an Herzglykosid verabreicht wurde. Die Meerschweincheneinheit ist die für ein Meerschweinchen tödliche Dosis.